# اکبرشاه اسکندرف
اکبرشاه اسکندرف (به تاجیکی: Акбаршо Искандаров) (زادهٔ ۱ اوت ۱۹۵۱ در کیفرون) سیاست‌مدار اهل تاجیکستان است که ۲ بار به‌عنوان رئیس‌جمهور موقت تاجیکستان منتصب شده‌است.
از ۶ اکتبر ۱۹۹۱ تا ۲ دسامبر ۱۹۹۱ میلادی هنگامی که رحمان نبی‌اف وارد کارزار انتخاباتی ریاست‌جمهوری شده‌بود، اسکندرف به‌عنوان رئیس‌جمهور موقت ایفای نقش کرد. نبی‌اف در نخستین انتخابات عمومی تاریخ تاجیکستان پیروز شد اما در سپتامبر ۱۹۹۲ میلادی به‌واسطهٔ یک کودتا استعفا داد. اسکندرف مجدداً مقام ریاست‌جمهوری موقت را برعهده کرد و سپس در ۲۰ نوامبر ۱۹۹۲ استعفا داد، پس از آنکه امامعلی رحمان قدرت را به‌عنوان رئیس‌جمهور به‌دست گرفت.
اسکندرف همچنین به‌عنوان سفیر تاجیکستان در کشورهای ترکمنستان و قزاقستان خدمت کرده‌است.